# ديفيد برلين
ديفيد برلين هو محرر كندي، ولد في 14 مايو 1951.